# 三谷秀治
三谷 秀治（みたに ひでじ、1915年8月5日 - 1999年10月20日）は、日本の政治家。元日本共産党衆議院議員。

## 来歴
鳥取県日野郡溝口町（現・西伯郡伯耆町）出身。小学校を卒業後、戦前より日本プロレタリア作家同盟に属し労働運動などに参加。1951年に大阪市生野区から大阪府議会議員に立候補し当選した。府議を5期務め1972年の衆院選で旧大阪4区から出馬し初当選を果たす。当選4回。議員在任中は共産党議員団部落対策委員長などを歴任した。1983年の衆院選には出馬せず引退し、地盤を経塚幸夫に譲る。
1999年10月20日、呼吸不全のため奈良県生駒市の自宅で死去。84歳。

## 政歴
- 1972年 第33回衆議院議員総選挙 大阪4区 当選[4]
- 1976年 第34回衆議院議員総選挙 大阪4区 当選[5]
- 1979年 第35回衆議院議員総選挙 大阪4区 当選[6]
- 1980年 第36回衆議院議員総選挙 大阪4区 当選[7]

## 主著
- 『議員稼業ボロおまっせ』（三一書房、1961年）
- 『われ髭を愛す』（刀江書院、1963年）
- 『陣笠先生悪戦記』（自治体研究社、1970年）
- 『「同和」行政と「解同」朝田派』（汐文社、1975年）
- 『同和行政と民主主義』（新日本出版社、1979年8月）
- 『赤坂村天気図』（自治体研究社、1979年9月）
- 『河内のこと故郷のこと』（文理閣、1984年4月）ISBN 4-89259-073-8
- 『火の鎖:和島為太郎伝』（草土文化、1985年6月）ISBN 4-7945-0209-5 - 1986年に第18回多喜二・百合子賞を受賞
- 『河内義民伝』（新日本出版社、1989年12月）ISBN 4-406-01794-1
- 『大塩平八郎』（新日本出版社、1993年8月）ISBN 4-406-02176-0
- 『黄塵』（新日本出版社、1996年2月）ISBN 4-406-02421-2